# 葉進祿
葉進祿（1931年—2016年），號祿師，臺灣剪黏藝師。曾在1999年獲得臺灣省政府頒贈終生成就獎，2007年獲得全球中華文化藝術類薪傳獎。

## 生平
葉進祿年幼時，就讀臺南市的寶公學校（今臺南市北區立人國民小學）。13歲時，跟隨父親葉鬃從事剪黏工作。
他曾三次參與赤嵌樓的整修工作，前兩次是跟隨父親葉鬃，第三次是1993年跟兒子葉明山合作。